# John Schwalger
Pas d'image ? Cliquez ici

a Compétitions nationales et continentales officielles uniquement.

b Matchs officiels uniquement.
Dernière mise à jour le 13 décembre 2018.
John Schwalger, né le 28 septembre 1983 à Apia (Samoa), est un joueur international néo-zélandais de rugby à XV évoluant au poste de pilier.

## Carrière de joueur

### En club
- 2005-2011 : Wellington (NPC)
- 2005-2011 : Hurricanes (Super 15)
- 2011-2013 : SU Agen (Top 14)
- 2013-2015 : Hurricanes (Super Rugby)
- 2013-2015 : Wellington (NPC)

### En équipe nationale
Il fait son premier match international avec l'équipe de Nouvelle-Zélande le 16 juin 2007 contre l'Équipe de Nouvelle-Zélande.

## Statistiques en équipe nationale
- 2 sélections
- 5 points (1 essai)
- sélections par année : 1 en 2007, 1 en 2008

## Palmarès
- Finaliste du National Provincial Championship en 2006 avec Wellington.